# Austrolimnophila kirishimensis
Austrolimnophila kirishimensis là một loài ruồi trong họ Limoniidae. Chúng phân bố ở miền Cổ bắc.